# Montréal (Gers)
Montréal is een gemeente in het Franse departement Gers (regio Occitanie), in de streek die vroeger Gascogne werd genoemd. De plaats maakt deel uit van het arrondissement Condom. Montréal is lid van Les Plus Beaux Villages de France. Montréal telde op 1 januari 2022 1.176 inwoners.

## Geografie
De oppervlakte van Montréal bedroeg op 1 januari 2022 63,05 vierkante kilometer; de bevolkingsdichtheid was toen 18,7 inwoners per km².

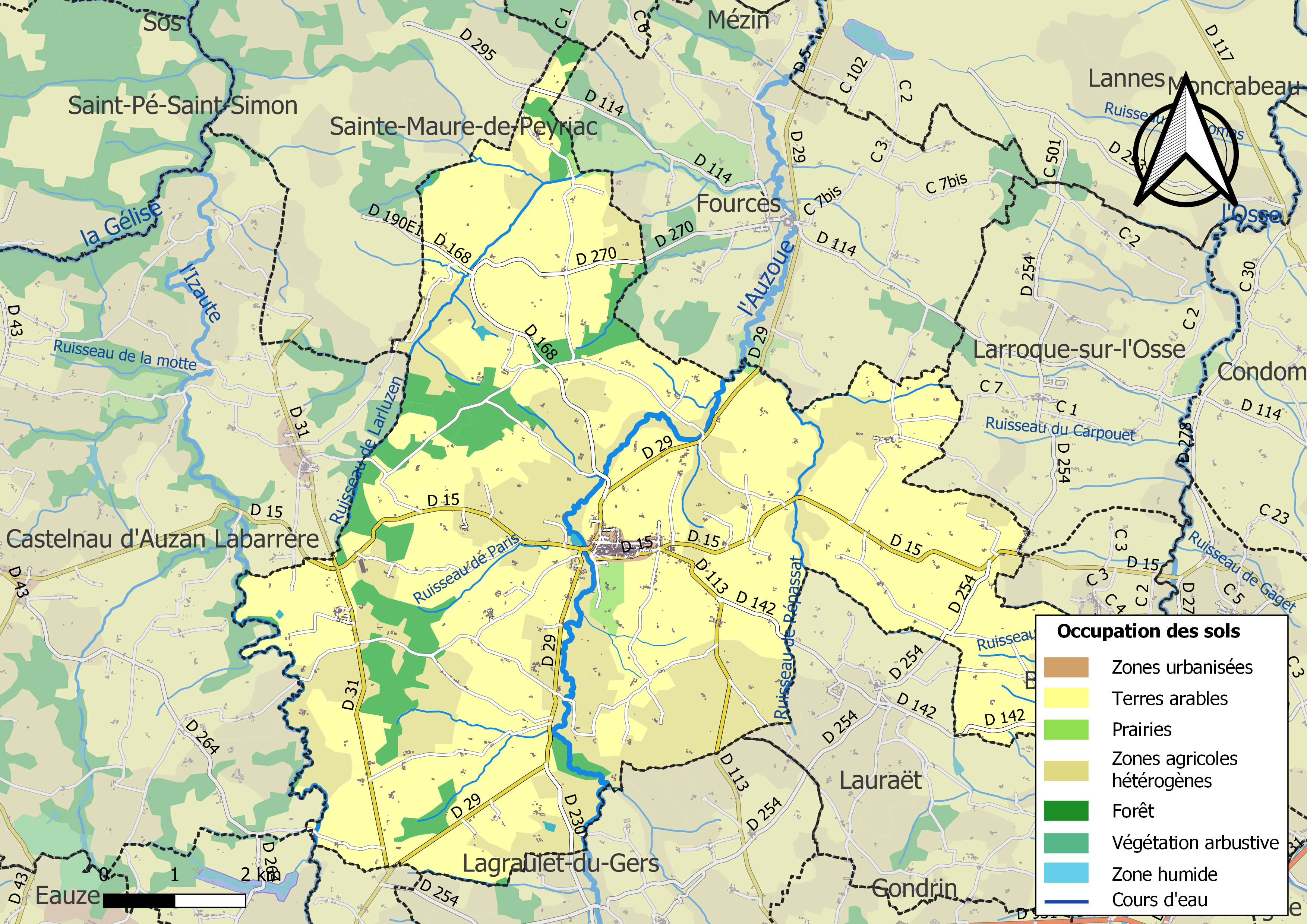
Kaart van de gemeente met belangrijkste infrastructuur, bodemgebruik en omliggende gemeenten

## Demografie
Onderstaande figuur toont het verloop van het inwonertal (bron: INSEE-tellingen).

## Stedenband
- Wittisheim, Frankrijk

## Bezienswaardigheden
In de gemeente ligt de Gallo-Romeinse villa van Séviac uit de tweede helft van de vierde eeuw. Deze villa is bekend wegens haar vloermozaïeken met een totale oppervlakte van 625 m². De villa beschikte ook over thermen en een hypocaustum. De archeologische site, waarin de mozaïeken in situ zijn bewaard, wordt beschermd door een overkapping ontworpen door de architect João Luís Carrilho da Graça. De site werd in 1978 beschermd als historisch monument.

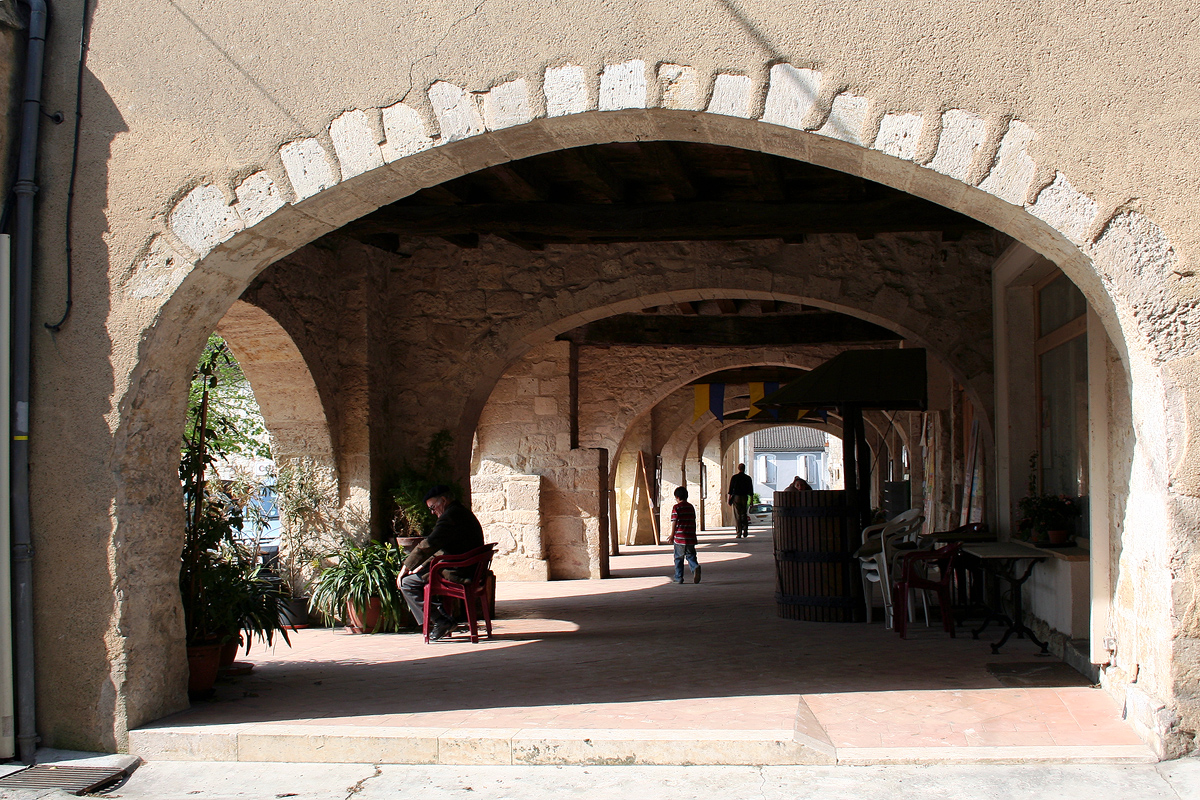
Arcades
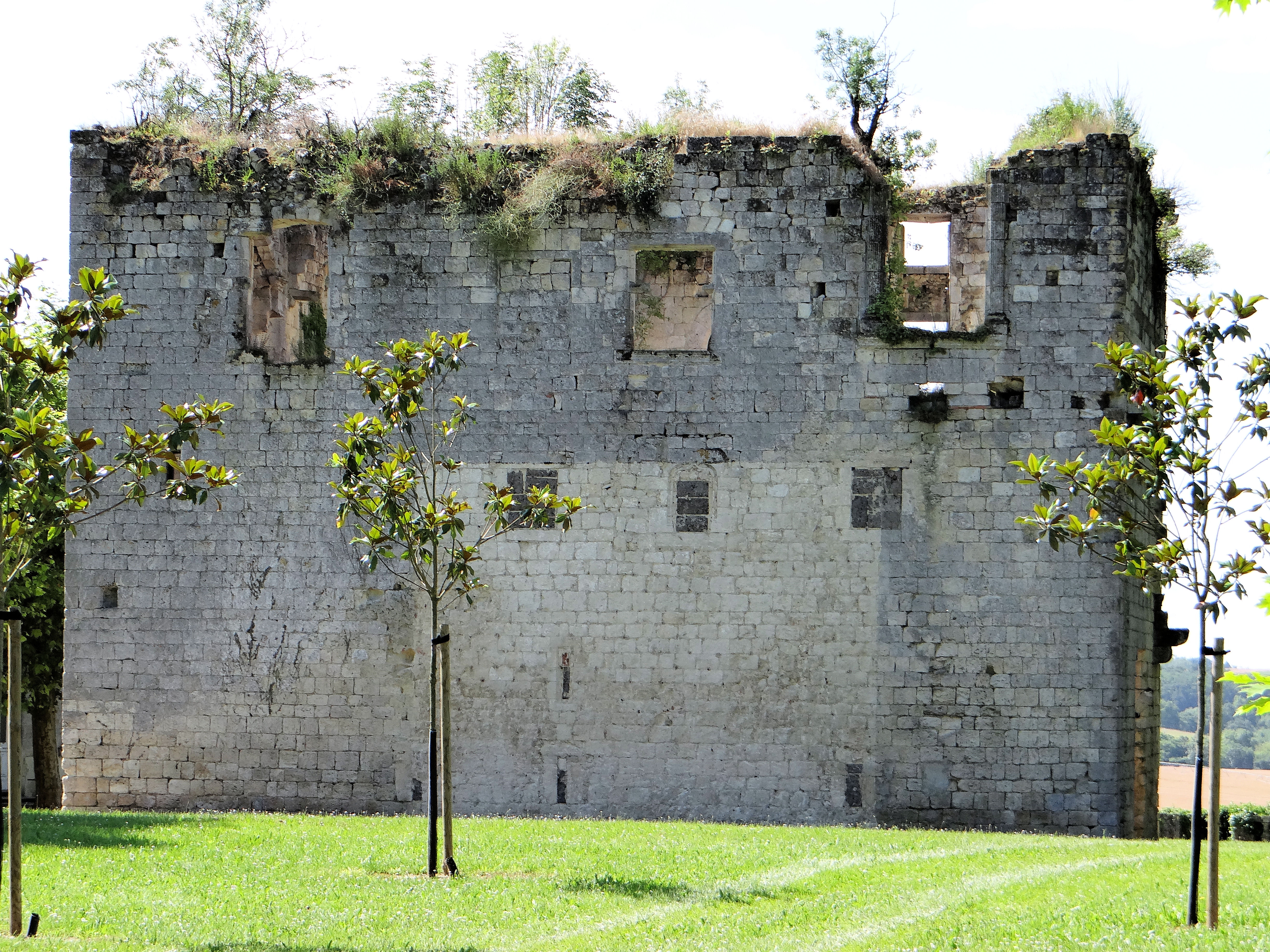
Château de Balarin
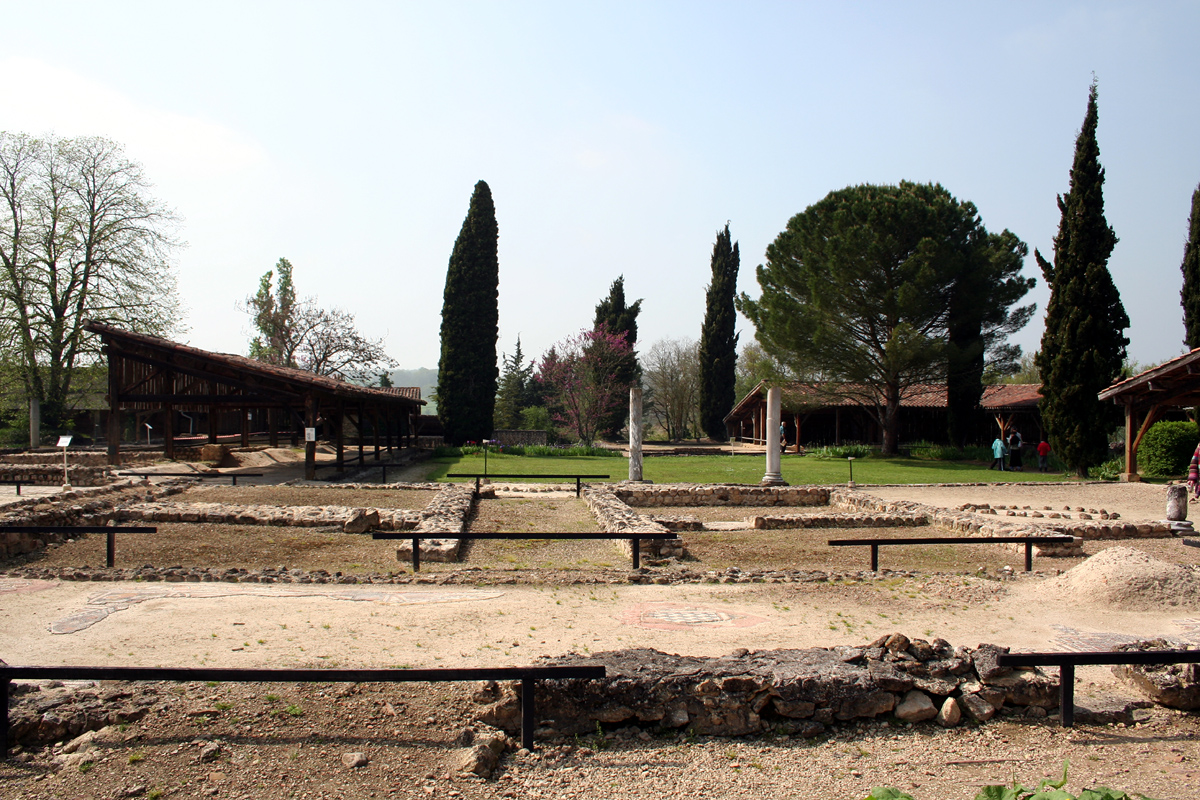
Gallo-romeinse villa